# جورج هریس
جورج هریس (به انگلیسی: George Harris) یک بازیگر فیلم و تئاتر بریتانیایی و متولد گرنادا، کارائیب است که بیشتر برای ایفای نقش کینگزلی شاکلبولت، یکی از افسران وزارت سحر و جادو، در فیلم‌های هری پاتر شناخته شده‌است.

## ابتدای زندگی
وی در گرنادا متولد شد، به هند غربی نقل مکان کرد و در کشور زادگاه پدرش باربادوس تحصیل کرد.

## فیلم‌ها
- سگ‌های جنگ در نقش سرهنگ بابی
- گلادیاتورها در نقش افسر نیجریه ای
- مهاجمان صندوق گمشده در نقش کاپیتان کاتانگا
- رگتایم در نقش رهبر باند
- مترجم در نقش کومان-کومان
- کیک لایه‌ای در نقش مورتی
- لباس جدید پادشاه در نقش پاپا نیکلاس
- شر نبین، شر نشنو در نقش متصدی بار
- سقوط شاهین سیاه در نقش عثمان اتو
- هری پاتر و محفل ققنوس در نقش کینگزلی شاکلبولت[۴]
- هری پاتر و یادگاران مرگ - قسمت اول در نقش کینگزلی شاکلبولت
- هری پاتر و یادگاران مرگ - قسمت دوم در نقش کینگزلی شاکلبولت
- زیر رنگ آبی در نقش دانیل
- چشم دلفین در نقش دانیل
- آگورا در نقش هلادیوس دینییت
- فلش گوردون در نقش پرنس تون از اردنتیا
- مادلین